# Linda Shearman
Linda Shearman ist eine ehemalige britische Eiskunstläuferin, die im Eistanz startete.
Ihr Eistanzpartner war Michael Phillips. Mit ihm zusammen nahm sie im Zeitraum von 1961 bis 1963 an Welt- und Europameisterschaften teil. Bei Europameisterschaften gewannen Shearman und Phillips 1961 die Bronzemedaille, 1962 die Silbermedaille und 1963 in Budapest schließlich die Goldmedaille. Ihre einzige Medaille bei Weltmeisterschaften errangen sie 1963 in Cortina d’Ampezzo mit Silber hinter Eva Romanová und Pavel Roman aus der Tschechoslowakei.

## Ergebnisse

### Eistanz
(mit Michael Phillips)
| Wettbewerb / Jahr         | 1961 | 1962 | 1963 |
| ------------------------- | ---- | ---- | ---- |
| Weltmeisterschaften       |      | 4.   | 2.   |
| Europameisterschaften     | 3.   | 2.   | 1.   |
| Britische Meisterschaften |      | 1.   | 1.   |